# Nanotubi peptidici
I nanotubi peptidici o PNTs (in inglese peptide nanotubes) sono delle strutture auto-assemblate formate da peptidi capaci di essere funzionalizzate e con specifiche geometrie.
La modifica superficiale rende versatili queste nano-strutture che trovano applicazione in campi come: biologia, chimica, ingegneria tissutale, scienza dei materiali e medicina.
Per quanto concerne l’ambito biologico i nanotubi peptidici si prestano principalmente nel campo del bio-rilevamento, nei processi di somministrazione di farmaci e nel riconoscimento molecolare grazie alle interazioni che si instaurano tra PNTs e biomolecole.
La dimensione nanometrica di queste strutture permette di creare un legame tra tessuti naturali e tessuti artificiali. Infatti, le moderne nanotecnologie contribuiscono attivamente al processo di guarigione dei tessuti preservando la capacità di non sviluppare reazioni infiammatorie.

## Sintesi dei nanotubi peptidici
Alcune molecole biologiche quali proteine e peptidi subiscono dei processi di auto-assemblaggio formando diverse strutture dalla morfologia nanometrica a temperatura e pressione ambiente. I legami instauratisi durante i processi di auto-assemblaggio sono generalmente legami di tipo non covalente come: legami idrogeno, legami π-π, interazioni idrofobiche e forze di Van der Waals. Dopo il processo di auto-assemblaggio quello che si ottiene è una struttura cilindrica con una cavità centrale dal diametro compreso tra i 0,5 ed i 500 (nm) con un rapporto d’aspetto maggiore di cinque.
I nanotubi peptidici vengono suddivisi in base ai processi di sintesi, infatti, possono derivare o da catene monomeriche peptidiche lineari oppure da catene monomeriche peptidiche non lineari.

### Nanotubi peptidici derivanti da monomeri peptidici lineari
Uno dei possibili metodi di sintesi viene chiamata “De Novo” e consiste nel combinare residui aminoacidici polari con residui non polari. I monomeri utilizzati contengono dei residui reattivi chiamati “sticky-end” i quali si legano selettivamente ai loro complementari. Così facendo la formazione del nanotubo può essere ingegnerizzata regolando la sequenza amminoacidica e le posizioni dei relativi gruppi reattivi. Pertanto, in base alla reazione tra gli sticky-end si potranno comporre nanotubi che sono lineari, segmentati oppure ramificati in funzione della pesantezza e rigidità dei monomeri.
Una tecnica diversa per la formazione di nanotubi da catene lineari è quello di legare i monomeri a molecole organiche anfifiliche, queste a causa delle interazioni idrofobiche con il solvente si aggregano per formare nanotubi ove la catena alchilica è rivolta verso il centro mentre i residui amminoacidici si dispongono sulla superficie esterna. I parametri più importanti che governano questi fenomeni sono il pH della soluzione ed il carattere idrofobico dei monomeri utilizzati in quanto la resistenza dei legami idrogeno sono influenzati maggiormente da questi ultimi. Grazie all’introduzione di gruppi funzionali c’è la possibilità di funzionalizzare la superficie esterna dei nanotubi conferendo loro particolari proprietà in base all’utilizzo finale alla quale sono destinati.

### Nanotubi peptidici derivanti da monomeri peptidici non lineari
I nanotubi peptidici posso formarsi anche grazie alla presenza di legami idrogeno tra molecole cicliche adiacenti formando la struttura tubolare. Con questa tecnica si controlla in modo eccezionale il diametro del nanotubo che può essere modulato da 1 a 24 [Å] in funzione di composizione, angoli di legame e stereochimica. Anche in questo caso il pH gioca un ruolo fondamentale sulla stabilità dei nanotubi in quanto lo stato di protonazione influenza la stabilità dei legami idrogeno.

## Attività antimicrobica
L'uso inappropriato e abuso di antibiotici oggigiorno ha portato ad una crisi di resistenza antimicrobica, uccidendo almeno 1,27 milioni di persone in tutto il mondo. I peptidi antimicrobici sono presenti in gran parte degli organismi viventi e fanno parte della prima linea di difesa. Sono stati considerati una scelta alternativa agli antibiotici tradizionali dovuti alla loro azione antimicrobica, antivirale, bassi residui antibiotici e facilità di modificare la loro struttura.
I peptidi che esibiscono delle proprietà antimicrobiche (peptidi antimicrobici, AMPs nella forma inglese) hanno dei residui aminoacidi tra 2 e 100 e, in generale, sono cationici. Gli AMPs si possono classificare a seconda della loro struttura secondaria: α-elica, β-foglietti, estensione lineare o una combinazione di α-elica e β-foglietti.
I peptidi ciclici presentano una struttura robusta e sono considerati dei buoni antimicrobici. Questa azione antimicrobica è influenzata dalla robustezza, dal carattere anfifilico, dalla resistenza alla degradazione dovuta alle peptidasi e da un'appropriata composizione di aminoacidi.. La giusta composizione di amminoacidi è fondamentale per determinare l’idrofobicità e la dispersione della struttura, caratteristiche necessarie ad avere nanotubi peptidici stabili.
Ci sono delle teorie su come i peptidi antimicrobici agiscono sui batteri e che ancora non sono totalmente chiare, questo perché la determinazione delle strutture dei peptidi, proteine e altre molecole sono molto complesse e le condizioni sperime ntali sono diversi a quelle fisiologiche. Dunque, la specificità degli AMPs è data dal riconoscimento dei fosfolipidi della membrana cellulare la quale possiede una carica negativa netta. Mentre gli AMPs avendo carattere cationico vanno ad interagire con quest'ultima.
Quindi l’azione antibatterica degli AMPs avviene in 3 step:
1. Riconoscimento di una superficie anionica.[6]  La selettività degli AMPs è importante, perché questo determina la loro citotossicità ed effettività. Quindi gli AMPs vanno preferenzialmente a riconoscere i batteri Gram-positive che contengono acidi lipoteicoici e acido teicoico. Ciò vuol dire che la loro membrana cellulare è composta di fosfolipidi acidi (strato di peptidoglicani) che portano a una carica netta negativa. Invece il binding con le cellule dei mammiferi è svantaggiato, questo è dovuto alla presenza di fosfatidilcolina zwitterionica e sifingomielina che fanno sì che la citomembrana abbia una carica neutra netta. Anche se le cellule Gram-negative hanno una membrana cellulare carica negativamente, l’interazione non è particolarmente favorita perché queste contengono uno strato esterno extra di lipidi che rappresentano un ostacolo per la penetrazione.[11]
2. Accumulo e riarrangiamenti della struttura secondaria degli AMPs sulla superficie della membrana batterica.
3. Incremento del rapporto lipidi-peptidi che porta all’interazione della parte idrofobica dell’AMP con i fosfolipidi della membrana cellulare.[6] Questa interazione causerà poi una perturbazione nella sintesi della citomembrana formando dei pori (o canali) che, infine, porta alla lisi della cellula. La forma in cui si vanno a creare questi pori dipende dalla concentrazione degli AMPs.[9]

I modelli con cui si formano i pori nella membrana cellulare sono:
- Modello toroidale: i peptidi fanno sì che la membrana cellulare formi dei vescicole e quindi che si abbia uno smussamento dei monostrati di lipidi.
- Modello barrel-stave: i peptidi formano dei pori transmembrana.
- Modello a tappeto: gli AMPs trasformano la morfologia della citomembrana disperdendola, inducendo così la sua rottura.[12]

Gli AMPs presentano degli svantaggi come, ad esempio, il decremento della clearance renale e proteolisi, la corta vita media, la selettività piuttosto bassa e ridotta biodisponibilità e citotossicità. Per diminuire o bypassare le problematiche degli AMPs si sono sviluppati i sistemi nanostrutturati.
Il carattere idrofobico della struttura è importante dato che le catene laterali degli amminoacidi idrofobici sono non polari e quindi non possono formare legami idrogeno che influenzano notevolmente la stabilità della struttura. Infatti, in genere, i nanotubi peptici hanno tra i propri amminoacidi costituenti la fenilalanina, la leucina e isoleucina e, ognuna di queste ha un grado di idrofobicità diverso. Inoltre, si è visto che i nanotubi formati da peptidi ciclici con catene idrofobiche hanno una miglior interazione con la membrana lipidica.
La difenilalanina (FF) forma dei nanotubi senza ramificazioni e inibisce la crescita di E. coli e P. aeruginosa. Questa azione antibatterica viene svolta attivando dei reguloni che interferendo con la morfologia del batterio, di conseguenza, modificano la sua citomembrana. Oltre a questo studio, si è anche visto che la FF elimina dei biofilm di stafilococchi maturi cresciuti per 24 ore, sempre tramite l’interruzione della membrana cellulare ma attaccando prima i polimeri della matrice extracellulare del biofilm. Sebbene presenti quest’azione battericida, la FF viene considerata ancora ad effetto debole. I nanotubi formati da NH2-FF-COOH presentano in condizioni simil-fisiologihe stabilità strutturale che non sarebbero raggiungibili con gli AMPs e presentano addirittura una riduzione di 3 Log10 UFC/ml (equivalente ad un decremento del 99,9%) ad una concentrazione di 5 mg/mL.

## Drug delivery
Tra le innumerevoli applicazioni possibili dei nanotubi peptidici risultano di centrale rilevanza quelle racchiuse nel mondo del “Drug-Delivery” quindi relative al trasporto mirato di farmaci e l’attuazione di terapie enzimatiche, conformazionali proteiche e antitumorali. Infatti, negli ultimi anni, si è visto che a tale scopo è possibile sfruttare svariate caratteristiche di queste strutture come, ad esempio, alta biocompatibilità, capacità di bioriassorbibilità e alto grado di funzionalizzazione della superficie, nonché modifica controllata della sua morfologia.

### Incapsulamento di enzimi
Gli enzimi sono biocatalizzatori che controllano dal punto di vista prettamente cinetico specifiche reazioni chimiche caratteristiche dei processi biologici. Si è visto che particolari PNTs hanno capacità di aumentare l’efficienza e l’attività di alcuni enzimi grazie all’ampio rapporto superficie-volume che li caratterizza e ai particolari meccanismi di incorporazione.
I nanotubi peptidici sono capaci di incorporare gli enzimi sulla superficie attraverso un meccanismo di adsorbimento superficiale caratterizzato da legami idrogeno tra i gruppi ammidici del nanotubo stesso e i gruppi funzionali dell’enzima. Inoltre, l’adsorbimento resta limitato solamente alla superficie del nanotubo peptidico.
Un ulteriore meccanismo di incorporazione enzimatica nella superficie interna del nanotubo peptidico è dovuto a interazioni idrofobiche superficie-enzima; infatti, le molecole apolari tendono ad aggregarsi spontaneamente, al fine di ottenere una maggiore stabilità riducendo la superficie di contatto con l'acqua.
Un esempio applicativo è costituito dall’enzima lipasi, prodotto nell’intestino tenue e coinvolto nella reazione di conversione dei trigliceridi in acidi grassi. È stato dimostrato che il legame che coinvolge l’enzima e il nanotubo agisce da catalizzatore incrementando l’attività enzimatica del 33% rispetto a quella relativa all’enzima libero.

### Terapie antitumorali
L’angiogenesi tumorale rappresenta il modo in cui i tumori creano nuovi vasi sanguigni che permettono di incanalare nutrienti e ossigeno direttamente al tumore stesso, permettendogli di accrescere le proprie dimensioni. Negli ultimi anni, diversi studi in vivo hanno dimostrato che gli antagonisti peptidici della αβ-integrina hanno capacità di inibire la crescita tumorale promuovendo l'apoptosi delle cellule vascolari angiogeniche, ossia un meccanismo di morte cellulare programmata. A tal proposito è possibile citare lo sviluppo di nuove tecniche di trasporto di questi antagonisti peptidici in grado di raggiungere in quantità consistenti il sito target senza subire degradazione enzimatica o eliminazione per filtrazione renale. In particolare, il tripeptide Arg-Gly-Asp (RGD) ha capacità di formare legami specificamente con l’αβ-integrina sulle cellule nei vasi sanguigni angiogenici contribuendo all’inibizione della crescita del tumore. Il tripeptide sopracitato viene funzionalizzato con fluoresceina isotiocianato (FITC) che oltre a fungere da marcatore tumorale, consente di formare auto-aggregati compatti, i quali ostacolano la proliferazione dei vasi sanguigni angiogenici rilasciando in modo prolungato l’αβ-integrina.

### Disturbi dati da malformazioni proteiche
Le malattie conformazionali proteiche sono un gruppo di disturbi caratterizzati dall'accumulo di strutture proteiche malformate all’interno delle cellule. Infatti, le proteine hanno la necessità di ripiegarsi in una struttura tridimensionale adeguata a svolgere le loro funzioni fisiologiche. Quando non si piegano correttamente, si formano strutture proteiche mal piegate che si accumulano nelle cellule portando a condizioni patologiche come, ad esempio, il morbo di Alzheimer e il morbo di Parkinson.
Attualmente, in questo contesto, si stanno concentrando gli sforzi di ricerca per mettere a punto terapie che possano porre rimedio a queste patologie. In particolare, lo studio dei meccanismi di formazione dei nanotubi peptidici e dei fattori che ne determinano l’auto-assemblaggio sembra dare ottime speranze.
Uno dei fattori più rilevanti riguarda la chiralità delle molecole, ossia quando le immagini speculari non si sovrappongono reciprocamente. È stato osservato che alcune sequenze peptidiche chirali (complesso peptidico KFE8) si auto-assemblano in determinate condizioni ambientali. Ad esempio, in soluzione acquosa è stata rilevata una conformazione ad elica sinistrorsa che può essere modulata a seconda della funzionalizzazione delle catene laterali del peptide con determinati aminoacidi. Ad esempio, con la sostituzione di alcune alanine con composti idrofobici, la tendenza all’auto-assemblamento si è sviluppata con notevole forza. Al contrario, effettuando una sostituzione con un composto carico negativamente, il peptide non ha avuto capacità di auto-assemblamento. Possibili sviluppi futuri riguardano la comprensione di questi meccanismi che permettono la modulazione della conformazione dei nanotubi in modo tale da poter sviluppare terapie efficaci contro le patologie conformazionali proteiche.